# Messerschmitt

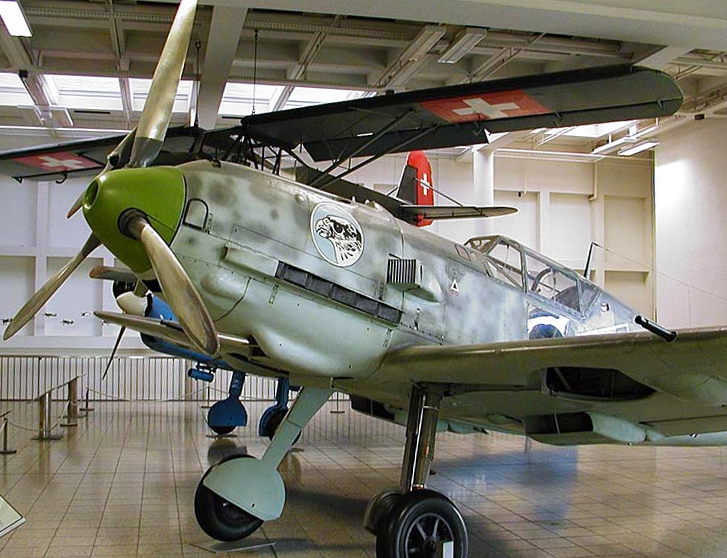
Bf 109E i Deutsches Museum München

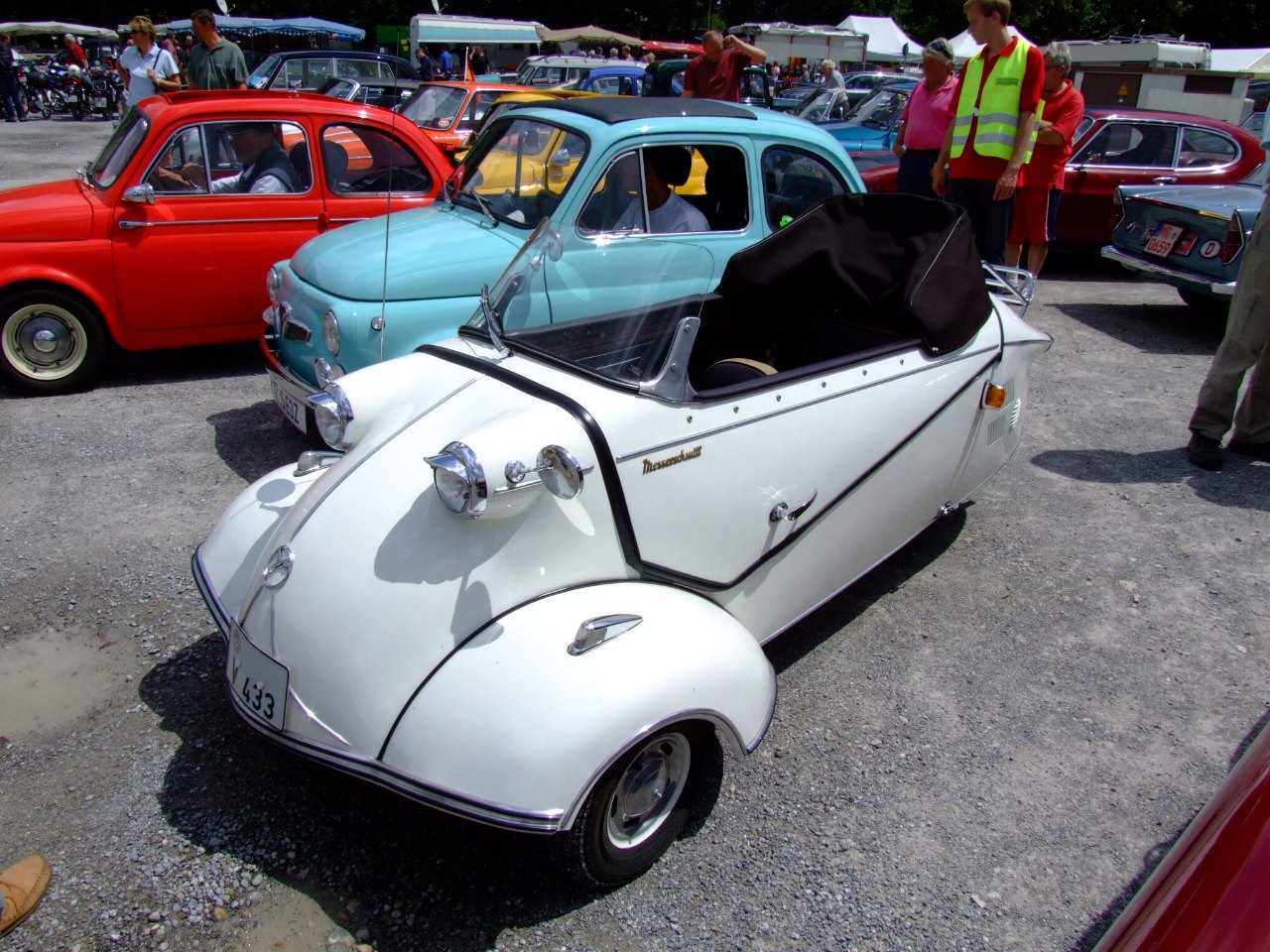
Messerschmitt Kabinenroller

Messerschmitt AG var en tysk flygplanstillverkare, som grundades 1923 som Bayerische Flugzeugwerke AG.

## Historia
Willy Messerschmitt anställdes 1927 vid Bayerische Flugzeugwerke grundat 1923 som 1938 ombildades till Messerschmitt AG. Bf som prefix följde länge med på flygplan som till exempel Bf 109 och Bf 110. Efter andra världskriget övertog Messerschmitt Bölkow GmbH 1968 och fusionerade med Hamburger Flugzeugbau (som ingick i Blohm & Voss) och bildade MBB (Messerschmitt-Bölkow-Blohm) 1969. MBB blev en del av Daimler-Benz dotterbolag DASA 1989 (Deutsche Aerospace AG, ändrat till Daimler-Benz Aerospace AG och sedan ändrat till DaimlerChrysler Aerospace AG) som 2000 blev EADS (European Aeronautic Defence and Space Company) och som 2014 bytte namn till Airbus Group.
Efter andra världskriget, då man inte fick tillverka flygplan, ställdes tillverkningen om till civil produktion och resulterade i bl.a. Messerschmitt KR 200, den trehjuliga mikrobil som många förknippar namnet med. Det är alltså inget sammanträffande att den till utseendet påminner om ett flygplan även om den inte är byggd med överblivna flygplansdelar som det ofta sägs.

## Flygplan
- Messerschmitt Bf 108 Taifun
- Messerschmitt Bf 109
- Messerschmitt Bf 110
- Messerschmitt Me 163 Komet
- Messerschmitt Me 262
- Messerschmitt Me 321
- Messerschmitt Me 323
- Messerschmitt Me 264
- Messerschmitt Me 410